# 父の祈りを
『父の祈りを』（ちちのいのりを、In the Name of The Father）は、1993年製作のイギリス映画。ジム・シェリダン監督。
1974年10月5日にIRA暫定派によって実行されたサリー州ギルフォードでのテロ事件であり、英国の司法界史上最大の汚点とされるギルフォードパブ爆破事件を元に、冤罪で逮捕されたアイルランド人ジェリー・コンロンとその父親の、再審への長い戦いを描く。
ジェリー・コンロン自身の回想記『Proved Innocent』が原作になっている。
翌年のアカデミー賞には7部門にノミネートされたがいずれも受賞はならなかった。

## あらすじ
1974年、北アイルランド。定職につかず遊んでいるジェリー・コンロン（ダニエル・デイ＝ルイス）はIRAを挑発したことで、彼らから目をつけられる。父ジュゼッペ（ビート・ポスルスウェイト）はほとぼりが冷めるまで、息子をロンドンへやる。友人のポール（ジョン・リンチ）と合流したジェリーは、ヒッピーのパディ（マーク・シェパード）の寝ぐらに転がり込むが、彼らと喧嘩して決別する。公園のベンチで寝ていたチャーリー（ジョー・マクパートランド）というホームレスの老人になけなしの小銭を恵んだ彼らは、高級娼婦の部屋へ忍び込んで金を盗む。
その頃、ロンドンから約50キロ離れたギルフォードでパブが2軒爆破された。久々に北アイルランドの実家に帰ったジェリーは、例の爆破をIRAの犯行とにらむ警察に容疑者として逮捕され、ロンドンに連行される。ヒッピー仲間のポールやパディ、キャロル（ビーティ・エドニー）も逮捕され、テロリスト防止法によって、何らの容疑もないにもかかわらず彼らは勾留された。しかもジェリーの父や叔母一家も同様に逮捕された。当局は厳しい尋問を繰り返したが、当夜のアリバイを証明する者は現れない。拷問まがいの恫喝と暴力に屈したジェリーとポールは白紙の供述書に署名してしまう。2人は無期懲役、父ジュゼッペは12年の懲役刑を宣告され、父子は同じ刑務所に投獄された。
ジュゼッペは一縷の望みを託し、再審を訴え続けて市民団体に手紙を書き続けたが、ジェリーはふてくされて無為な日々を送っていた。ある日、IRAの闘士ジョー（ドン・ベイカー）が刑務所に送られ、例の爆破は自分の犯行で当局は真相を知りながら隠していると告白する。無実を証明したいというジョーの協力を断固として拒絶した父は、次第に健康を害していく。ある日ジュゼッペは獄中で無念の死を遂げた。所内の囚人たちは、彼の死を悼んだ。事件から10年以上が経過し、ジェリーは父の汚名を雪ぐため、再審請求運動に身を投じていた。女性弁護士ピアース（エマ・トンプソン）は警察当局の不正の証拠を握り、遂に法廷で無罪を勝ち取る。事件から15年後、息子は父から信念と生きることの尊厳を学んだ。

## キャスト
※括弧内は日本語吹替（VHS版）
- ジェリー・コンロン - ダニエル・デイ＝ルイス（石塚運昇）
- ジュゼッペ・コンロン - ピート・ポスルスウェイト（宮田光）
- ギャレス・ピアース - エマ・トンプソン（要田禎子）
- ポール・ヒル - ジョン・リンチ（平田広明）
- キャロル・リチャードソン - ビーティ・エドニー（沢海陽子）
- パディ・アームストロング - マーク・A・シェパード
- ジョー・マクアンドリュー - ドン・ベイカー
- 検察官 - ダニエル・マッセイ
- ロバート・ディクソン - コリン・レッドグレイヴ（有本欽隆）
- バーカー看守長 - ジョン・ベンフィールド（幹本雄之）
- チャーリー・バーク - ジョー・マクパートランド（宝亀克寿）
- ジェリーと親しい女性 - サフロン・バロウズ

※吹替版は後発のDVDには収録されていないが、U-NEXTで配信されている。